# Незабудине (станція)
Незабу́дине — проміжна залізнична станція 5-го класу Криворізької дирекції Придніпровської залізниці на лінії Нижньодніпровськ-Вузол — Апостолове між станціями Рясна (20 км) та Лошкарівка (31 км). Розташована у селі Незабудине Дніпровського району Дніпропетровської області.

## Історія
Станція відкрита у 1929 році, одночасно з відкриттям руху на лінії Нижньодніпровськ-Вузол — Апостолове.

## Пасажирське сполучення
Через станцію щоденно курсують дві пари поїздів приміського сполучення Дніпро-Лоцманська — Апостолове.